# Хайнрих Пруски (1726 – 1802)
Фридрих Хайнрих Лудвиг Пруски (на немски: Friedrich Heinrich Ludwig von Preußen; * 18 януари 1726 в Берлин; † 3 август 1802 в Рейнсберг) е принц от династията Хоенцолерн и военачалник на Кралство Прусия, по-малък брат на крал Фридрих ІI (1712–1786).
Той е 13-о дете (5-и от 6 синове) на пруския крал Фридрих Вилхелм I (1688–1740) и съпругата му принцеса София Доротея фон Хановер (1687–1757), дъщеря на английския крал Джордж I.
Внук е на Фридрих I (1657–1713) и на София Шарлота фон Хановер (1668–1705). На 14 години Хайнрих става полковник при по-големия си брат крал Фридрих ІI и участва в Австрийската наследствена война. Той е генерал през Седемгодишната война (1756–1763), на 16 февруари 1757 е повишен на генерал-лейтенант.
След това е дипломат и подготвя Първата подялба на Полша (1772). Два пъти му е предлагана полската корона, но това не допада на Фридрих ІI.
След смъртта на Фридрих II през 1786 г. принц Хайнрих е съветник на племенника си новия крал Фридрих Вилхелм II. През последните си години той има малко по-голямо влияние върху управляващия от 1797 г. Фридрих Вилхелм III.
Хайнрих се жени на 25 юни 1752 г. в дворец Шарлотенбург за принцеса Вилхелмина фон Хесен-Касел (* 25 февруари 1726; † 8 октомври 1808), дъщеря на принц Максимилиян фон Хесен-Касел. Подобно на брат си, Хайнрих живее повечето време разделен от съпругата си. Дълго прекарва в дворец Рейнсберг, който му е подарен от брат му през 1744 г. В Берлин за него от 1748/1749 до 1766 г. е построен Палатът на принц Хайнрих, където днес се намира Хумболтовия университет на Берлин. Една вероятна афера на принцеса Вилхелмина води до пълната раздяла на бездетната двойка през 1766 г. Хайнрих показва обаче повече интерес към множество мъже от неговата свита.
Хайнрих Пруски е активен член на масонската ложа.